# Santiago Isasi
Santiago Isasi Salazar (Madrid, 25 aprile 1936 – Palma di Maiorca, 12 aprile 2017) è stato un calciatore spagnolo, di ruolo centrocampista.

## Carriera
Giocò quattro stagioni in Segunda División spagnola con la squadra basca dell'Indauchu. Nel 1959 fu acquistato dal Real Saragozza, in Primera División, per un milione di pesetas.
Giocò con la squadra aragonese per 8 stagioni, vincendo una Coppa delle Fiere e due Coppe del Generalísimo. Fece parte della squadra del Real Saragozza degli anni '60 soprannominata Los Magníficos.

## Palmarès

### Club

#### Competizioni nazionali
- Coppa di Spagna: 2

Real Saragozza: 1963-1964, 1965-1966

#### Competizioni internazionali
- Coppa delle Fiere: 1

Real Saragozza: 1963-1964